# Bodstedter Bodden

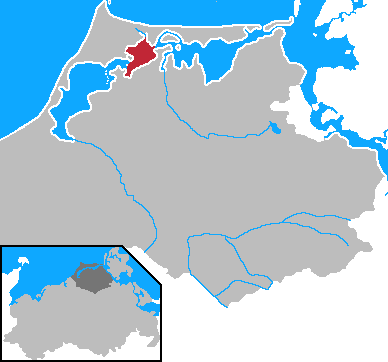
Ligging van de Bodstedter Bodden (rood)

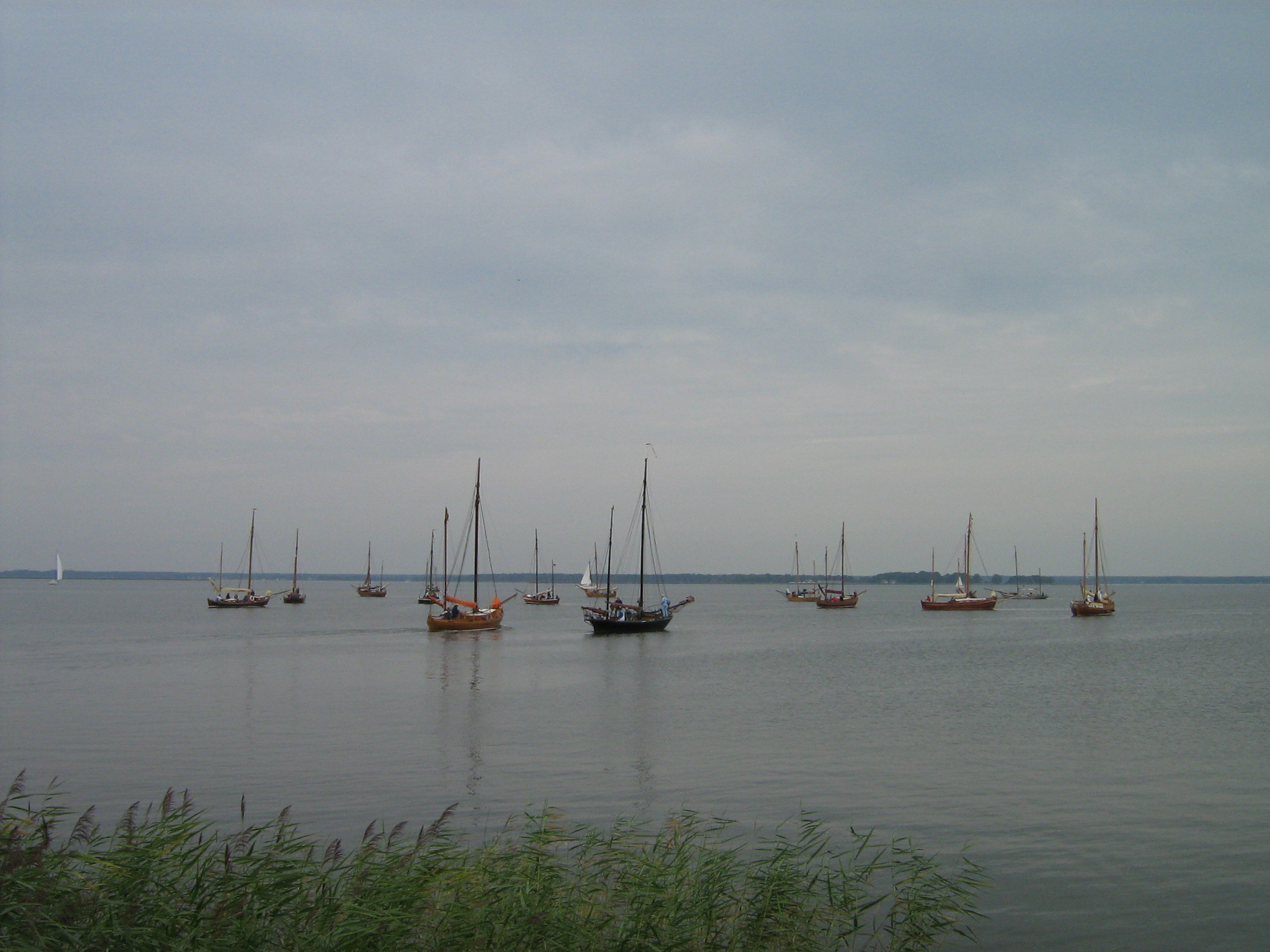
De Bodstedter Bodden bij Bodstedt

De Bodstedter Bodden is een binnenwater aan de Oostzee, dat deel uitmaakt van de Darß-Zingster Boddenkette langs de noordkust van Duitsland. Het water wordt in het noorden van de Oostzee gescheiden door Darß en Zingst, beide onderdelen van het schiereiland Fischland-Darß-Zingst. Van de vier lagunes van de boddenketen is het de tweede (gezien vanuit het westen). 
De Bodstedter Bodden wordt door de Koppelstrom met de meer landinwaarts gelegen Saaler Bodden en door de Meiningen(strom) met de Barther Bodden verbonden. Aan beide kanten ligt een reeks eilandjes: voor de Koppelstrom liggen de Borner Bülten en voor de Meiningen de Meininger Bülten. Op deze plek bereikt het water een diepte van 10 meter, maar elders is het vrijwel nergens dieper dan 3 meter.
In het noordwesten vormde de Prerowstrom tot 1874 een doorgang naar zee. Dit zeegat, dat Darß van Zingst scheidt, werd in dat jaar kunstmatig afgesloten. 
Naamgever van de Bodstedter Bodden is het plaatsje Bodstedt op de zuidoever, dat tot de gemeente Fuhlendorf behoort. Hier vindt sinds 1964 jaarlijks in september een zeesenboot-regatta plaats. De zeesenboot is een vissersboot met bruine zeilen, die karakteristiek is voor de Pommerse kustwateren.
Het grootste gedeelte van de Bodstedter Bodden behoort tot het nationale park Vorpommersche Boddenlandschaft.